# RS-24
RS-24 Yars (Federația Rusă: РС-24 "Ярс", Denumire NATO: SS-29) este o rachetă balistică intercontinentală aparținând  Federației Ruse, având încărcături de luptă multiple, termonucleare, care a fost testată prima oară la 29 mai 2007, pentru a înlocui vechile rachete R-36 și UR-100N. RS-24 este o rachetă mai grea decât rachetele Topol-M și poate transporta peste 10 încărcături de luptă independente. Testele din anul 2007 au fost date publicității ca urmare a intenției Statelor Unite de a amplasa Scutul Antirachetă în Europa. RS-24 a devenit operațională începând cu anul 2010.

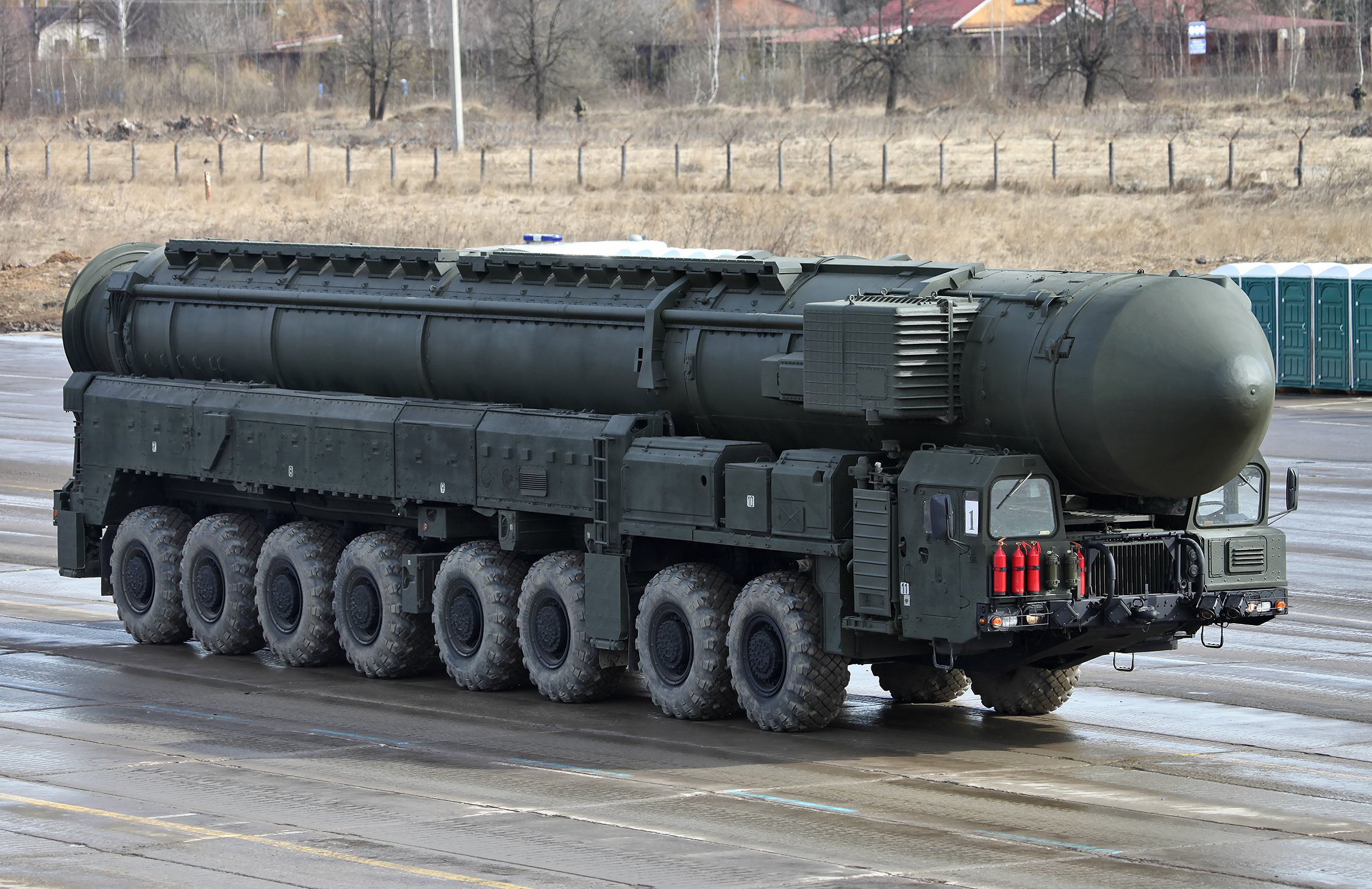
RS-24 Yars
- Tip: Rachetă balistică intercontinentală;
- Țara de origine: Federația Rusă;

Istoria utilizării:
- În serviciu: din iulie 2010;
- Utilizatori: Federația Rusă;

Istoria producției:
- Proiectant: Institutul de Tehnologie Termală din Moscova;
- Producător: Uzina producătoare de mașini Votkinsk;

Caracteristici:
- Greutate: 49.000 kg;
- Lungime: 20,9 m;
- Diametru: 2 m;
- Încărcătură de luptă: cel puțin 4 vehicule de reintrare în atmosferă cu o încărcătură de luptă de 100 – 300 kilotone fiecare;
- Combustibil: solid;
- Viteză: peste 20 mach;
- Sistem ghidare: sistem combinat - inerțial și corecție a traiectoriei prin sistemul de sateliți GLONASS;
- Acuratețe: 250 metri;
- Platformă lansare: silozuri, lansator mobil;